# Villa Jako

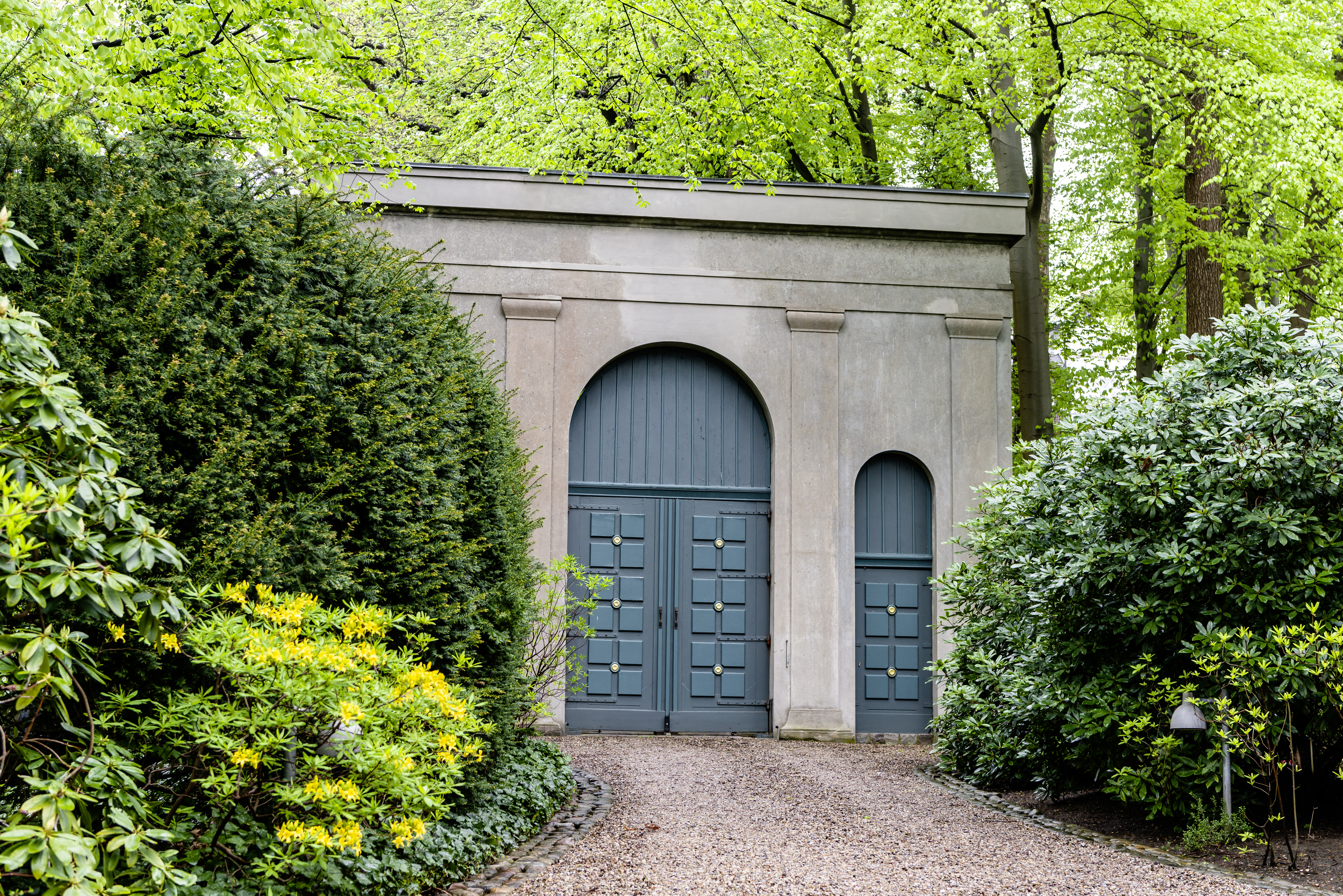
Eingangstor

Die Villa Jako ist ein denkmalgeschütztes Wohnhaus, das in einen landschaftlichen Waldpark eingebunden ist. Das Areal liegt in Hamburg-Blankenese, Wilmans Park 17. Das Haus und die Gartenanlage sind unter der Nummer 29445 in der Liste der Kulturdenkmäler in Hamburg-Blankenese eingetragen.

## Haus und Park
Das Grundstück wird von einem hohen Eingangstor begrenzt. Das Gebäude befindet sich in dem oberen Teil des etwa 12 000 m² großen und fast 100 Meter langen Grundstücks am Elbhang. Architekt Walther Baedeker positionierte das zunächst zwei-, später dreigeschossige Gebäude mit quadratischem Grundriss in der Art einer römischen Villa. Antikisierende Details an der geputzten Fassade und das zentrale Atrium mit Bassin halten die Adaption mediterraner Baukultur für wahrscheinlich. Bastionen aus Naturstein stützen das abschüssige Gelände auf der Ost- und Westseite ab. Zu den jüngsten Veränderungen zählen das Treppenhaus zwischen Erd- und Untergeschoss und die Verlegung der Küche vom Souterrain auf die Wohnebene. Bemerkenswert ist der zweigeschossige Gartensaal in Südlage mit offener Säulenhalle. Sie bildet den Übergang in den Park, der hier in einer Achse von einer Terrassen- und Stufenanlage, von Rasenflächen und einem Wasserbecken dominiert wird. Sie führt, dem Hang folgend, an den tiefsten Punkt des Grundstücks, einem Heckenrund aus Rotbuche (Fagus sylvatica) und einer rosenberankten Pergola. Die Ausrichtung nach Süden lenkt darüber hinaus den Blick auf die Elbe-Landschaft.
Ein Rundweg erschließt das Grundstück umfassend. Der Ostteil wird von einem baumartigen Rhododendron-Dickicht (Rhododendron ponticum ssp. baeticum), einer ehemaligen Grotte und einem ovalen Wasserbecken geprägt. Im Weiteren führt der Weg durch den Waldpark, der von Bergahorn (Acer pseudoplatanus), Rotbuche (Fagus  sylvatica), Stieleiche (Quercus robur), einige mehr als 100 Jahre alt, bestimmt wird. Maiglöckchen (Convallaria majalis) und Echtes Salomonssiegel (Polygonatum odoratum) bedecken großflächig halbschattige Bereiche. Buchsbaum (Buxus sempervirens) und Eiben (Taxus baccata) fügen sich in geschnittenen Kugelformen ins Bild.

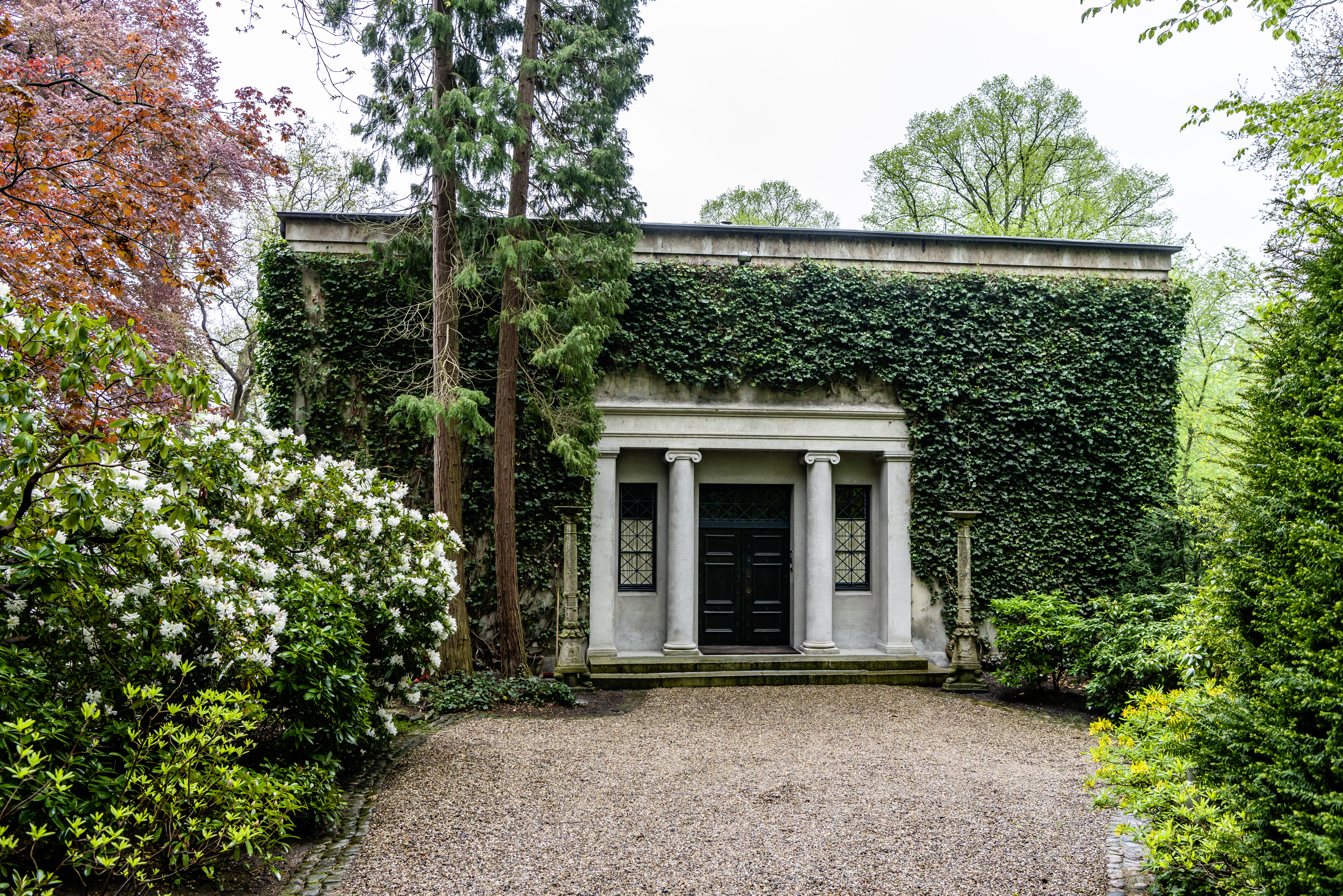
Eingang der Villa
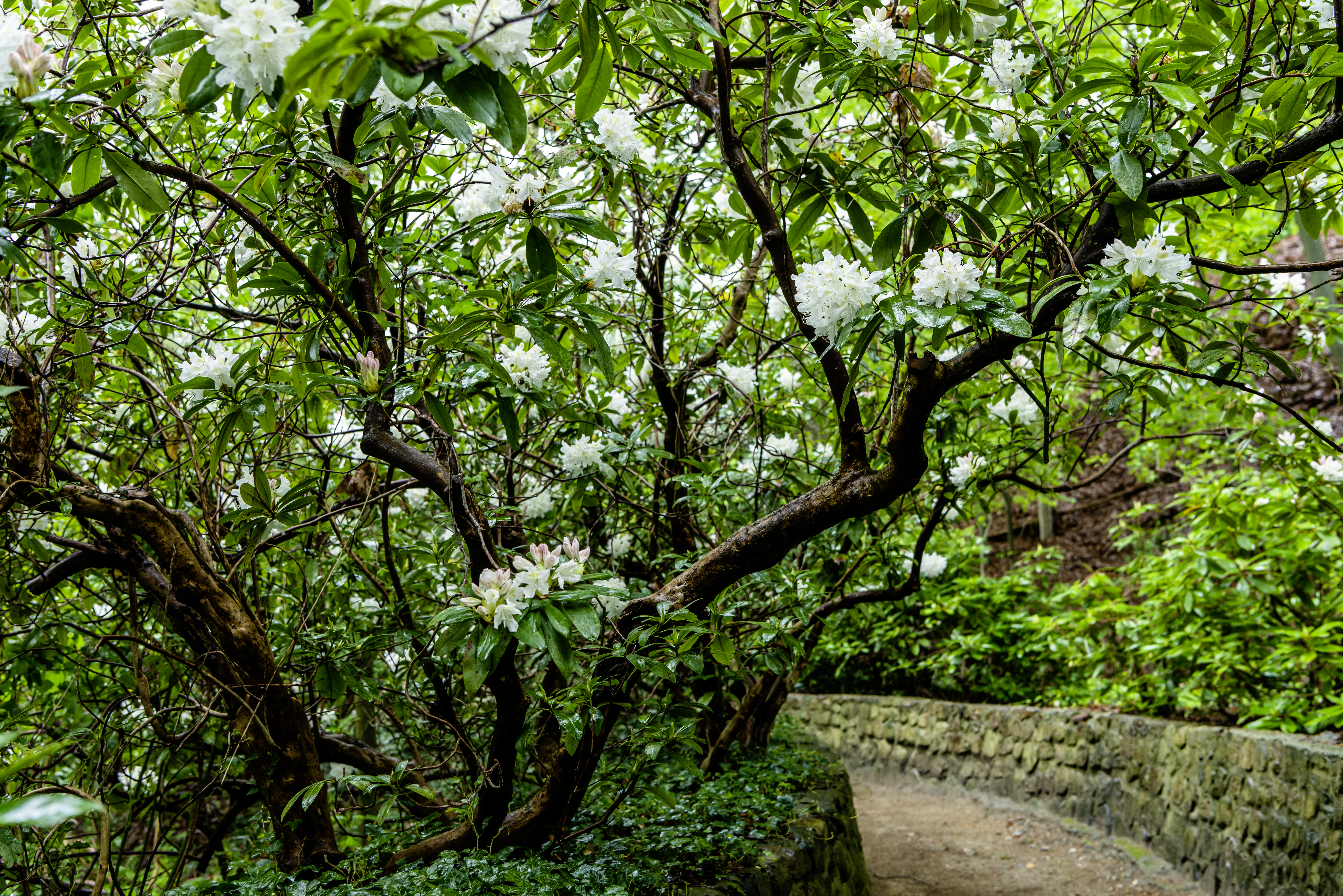
Rhododendron-Dickicht
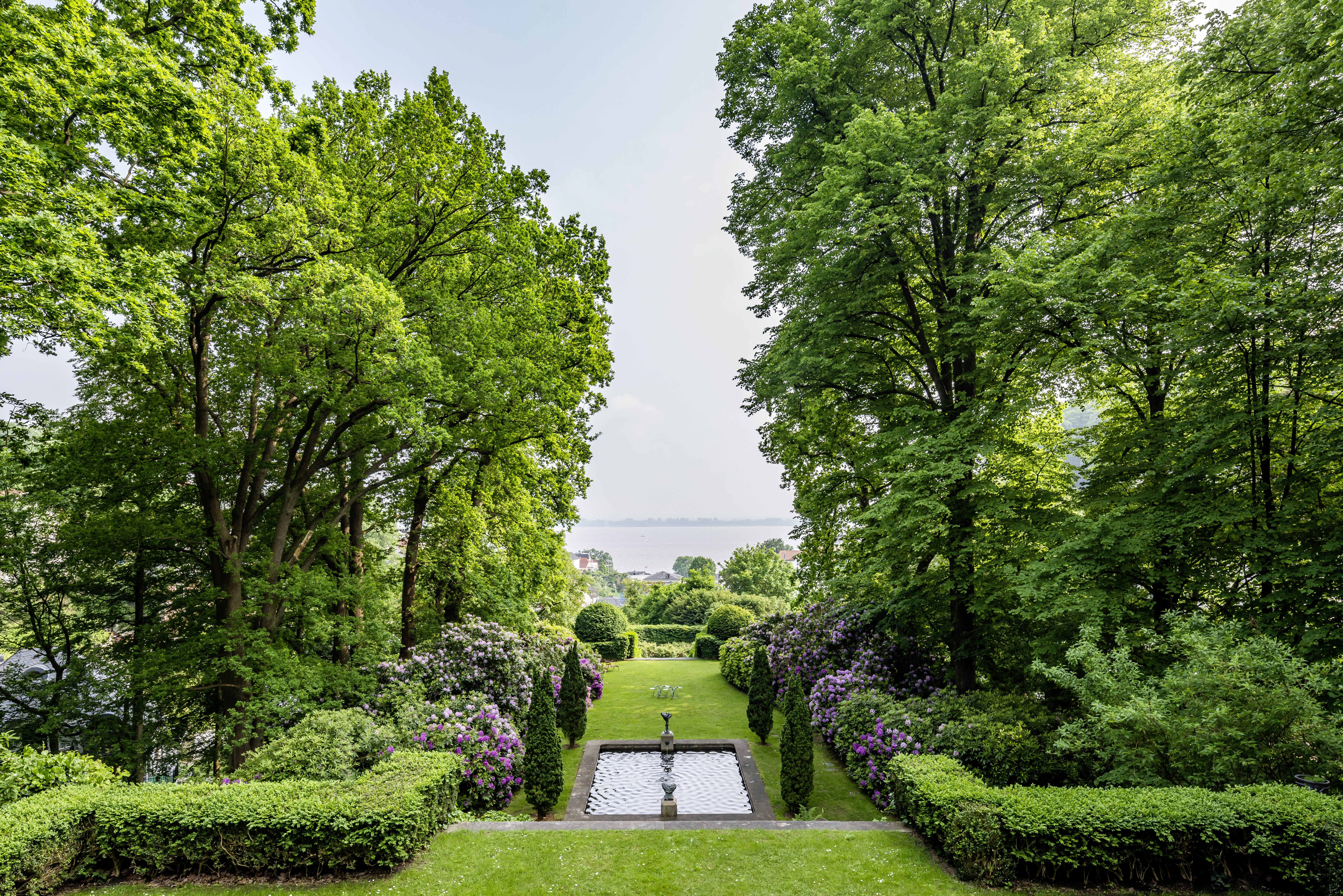
Blickachse auf die Elbe
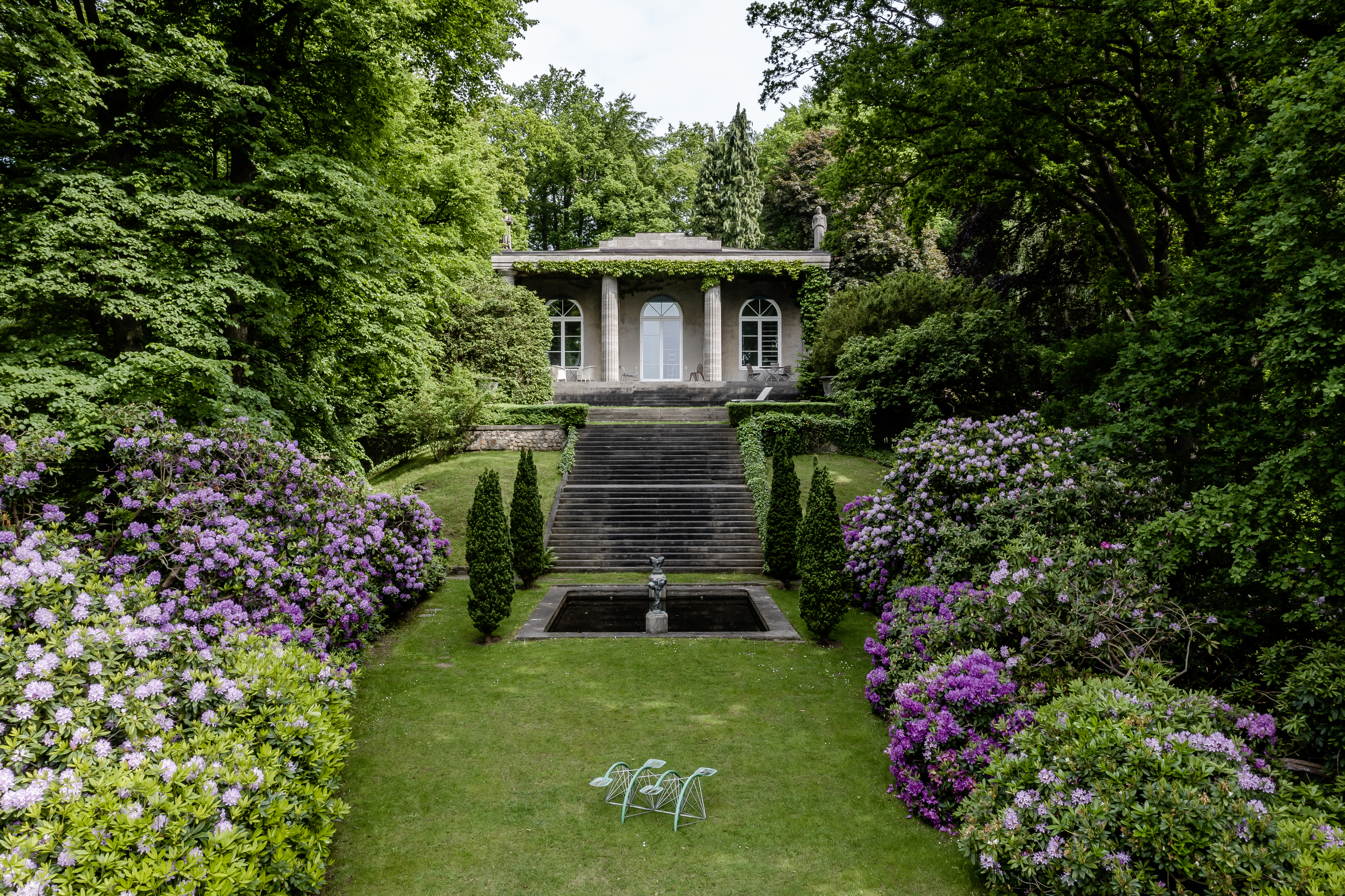
Blickachse von Süden auf das Gebäude
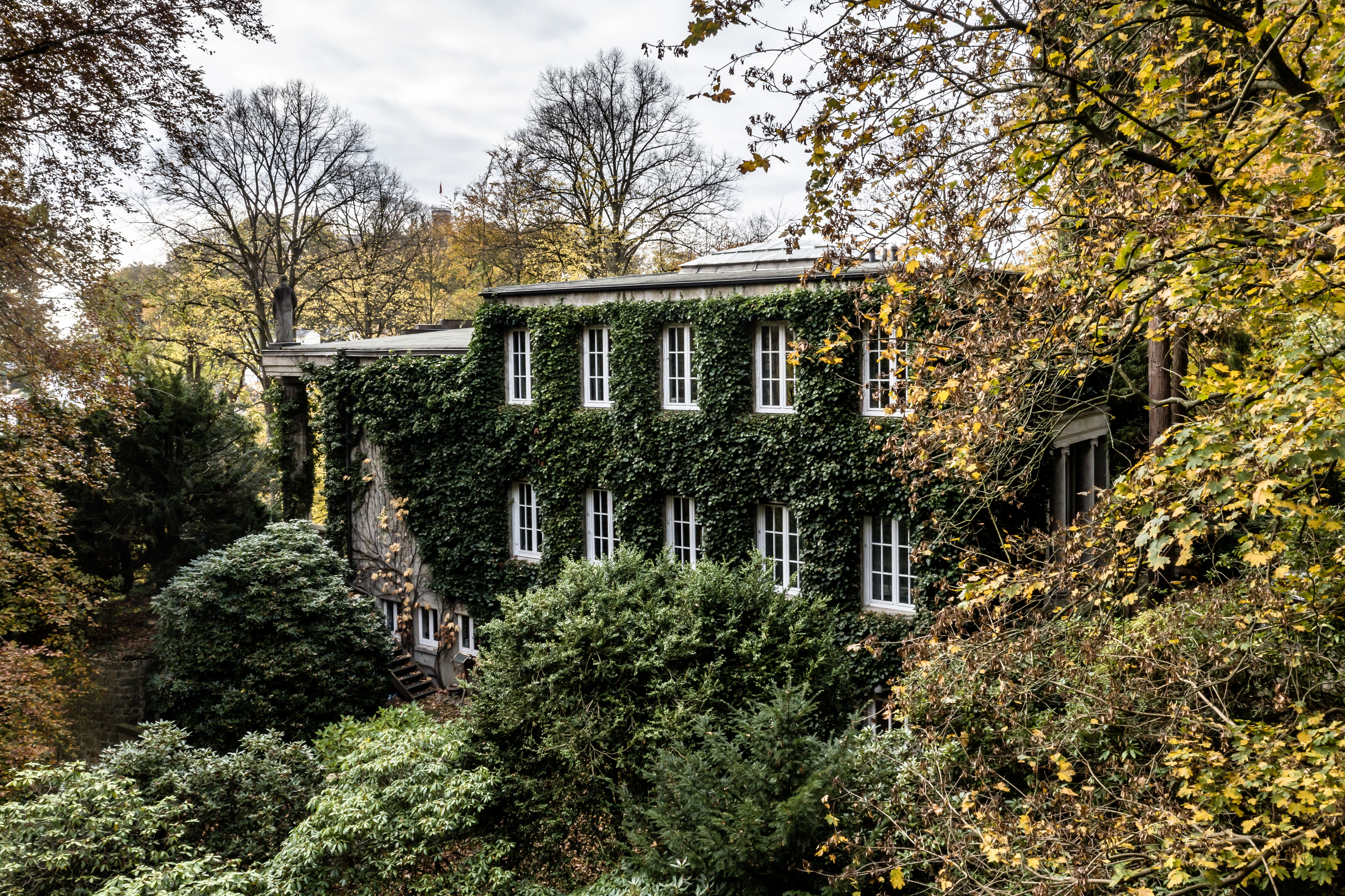
Parkansicht von Osten

## Geschichte
Das Anwesen liegt auf einem Teil eines einst unwirtlichen Geländes oberhalb der Elbe, das der Reeder Rütger Klünder 1799 kaufte. Er schuf erste Strukturen eines englischen Landschaftsparks. Um 1850 wurde das Gelände in mehrere Grundstücke geteilt; diese wurden verkauft. 1922 kaufte der Schiffsversicherer Hermann Johannes Friedrich Witte den westlichen Teil. Er ließ vom Architekt Walther Baedeker ein Wohnhaus und ein großes Eingangstor bauen. Witte gab dem Gelände mit der Bodenmodellierung, der Stufenanlage, der Wegeführung und den Baumpflanzungen wichtige Konturen, die heute gut erhalten sind.
1927 kaufte der Rechtsanwalt Alfred Schüler die Villa. Er ließ das Haus von Baedeker umbauen, stockte eine zweite Etage auf und zog mit seiner Familie ein.
1991 kaufte der Modeschöpfer Karl Lagerfeld das Anwesen und nannte es, in Erinnerung an seinen verstorbenen Lebensgefährten Jacques de Bascher, Villa Jako. Er ließ es von der Hamburger Kunstrestauratorin Renate Kant umgestalten und den Park von Landschaftsarchitekt Uwe Isterling überarbeiten. Stauden und moderne Rhododendron-Sorten wie ‘Lee’s Dark Purple’ wurden ergänzt. Lagerfeld verabschiedete sich 1997 mit einem rauschenden Fest von dieser Adresse.
Im selben Jahr kaufte der Hamburger Musik-Produzent Michael Haentjes die Villa.